# Präsidentschaftswahl in Indien 1977

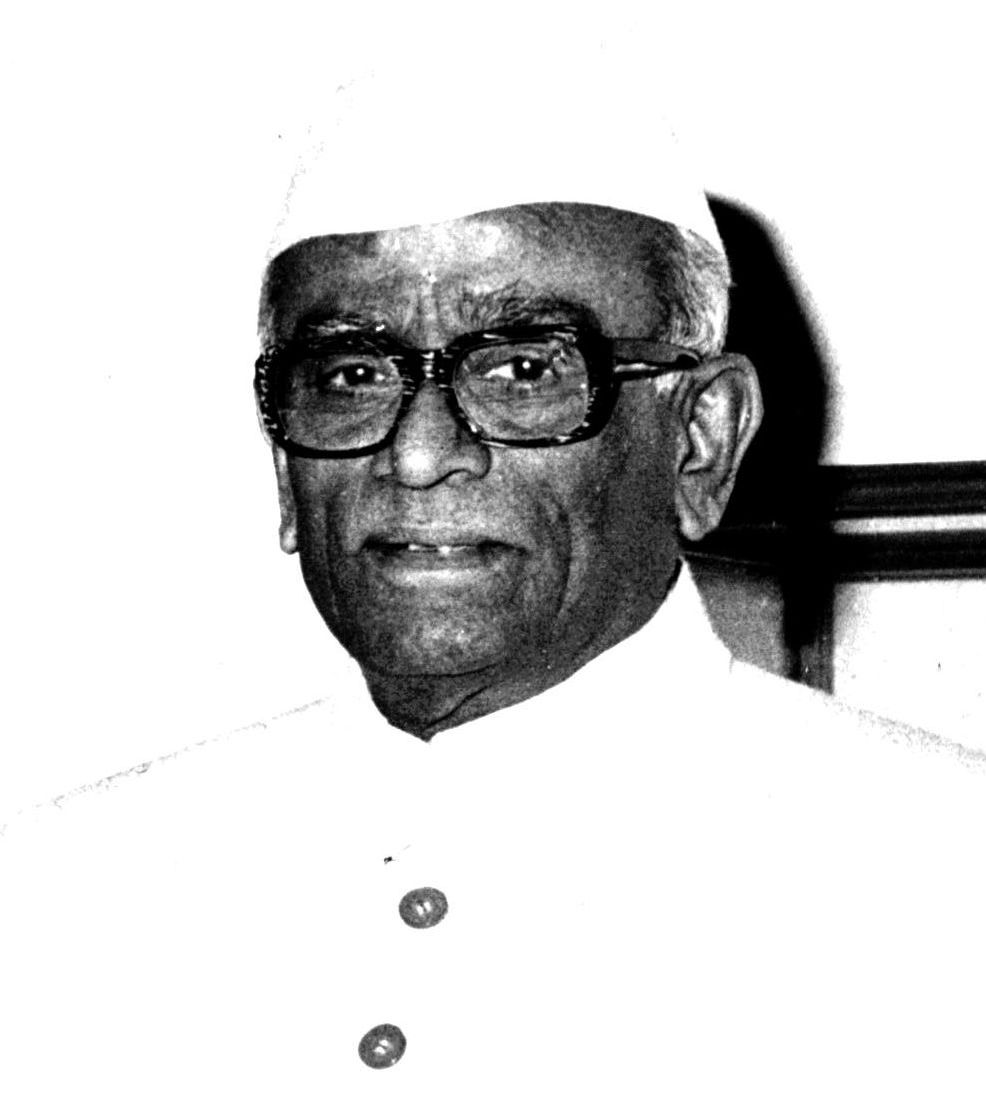
Neelam Sanjeeva Reddy, indischer Staatspräsident 1977–80

Die Präsidentschaftswahl in Indien 1977 war die siebte Wahl des Staatspräsidenten in Indien seit der Unabhängigkeit. Neelam Sanjiva Reddy (Janata Party) wurde als gemeinsamer Kandidat aller politischen Parteien aufgestellt. Er hatte keinen Gegenkandidaten und wurde am 21. Juli 1977 für gewählt erklärt.

## Vorgeschichte
| Bundesstaat       | Stimmgewicht |
| ----------------- | ------------ |
| Andhra Pradesh    | 152          |
| Assam             | 128          |
| Bihar             | 174          |
| Gujarat           | 147          |
| Haryana           | 112          |
| Himachal Pradesh  | 51           |
| Jammu und Kashmir | 83           |
| Karnataka         | 136          |
| Kerala            | 152          |
| Madhya Pradesh    | 130          |
| Maharashtra       | 187          |
| Manipur           | 18           |
| Meghalaya         | 17           |
| Nagaland          | 9            |
| Orissa            | 149          |
| Punjab            | 116          |
| Rajasthan         | 129          |
| Sikkim            | 7            |
| Tamil Nadu        | 176          |
| Tripura           | 26           |
| Uttar Pradesh     | 208          |
| Westbengalen      | 151          |

Die Wahl war eine vorzeitige Wahl und notwendig geworden, weil der vorherige Amtsinhaber Fakhruddin Ali Ahmed (Kongresspartei) am 11. Februar 1977 plötzlich im Amt verstorben war. Er war 1974 gewählt worden und seine Amtszeit hätte turnusgemäß noch bis 1979 gedauert. Nach seinem unerwarteten Tod übernahm der Vizepräsident B. D. Jatti zunächst die Amtsgeschäfte. Die Neuwahl des Präsidenten konnte nicht sogleich in Angriff genommen werden, da sich Indien in einem politischen Umbruch befand. Am 18. Januar 1977 hatte Premierministerin Indira Gandhi eine Lockerung des seit mehr als 19 Monaten geltenden Ausnahmezustandes verkündet und gleichzeitig den 16. bis 20. März 1977 als Termin für Neuwahlen zur Lok Sabha bekanntgegeben. Diese Wahl endete mit einer schweren Niederlage von Indira Gandhis Kongresspartei und einem Sieg der oppositionellen Janata Party, die anschließend die Regierung bildete. Im Anschluss daran fanden im Juni/Juli 1977 Wahlen zu den Parlamenten in 11 Bundesstaaten statt, die ebenfalls weitgehend von der Janata Party gewonnen wurden.
Die Janata Party bemühte sich um einen Konsensus-Kandidaten für die Präsidentschaft, der die Zustimmung möglichst aller Parteien haben sollte, und fand ihn in der Person des 64-jährigen Neelam Sanjiva Reddy, der bei der Wahl von allen Parteien, einschließlich der Kongresspartei unterstützt wurde. Reddy, ein Politiker aus Andhra Pradesh, war bereits bei der Präsidentschaftswahl 1969 einer der Kandidaten (damals noch der Kongresspartei) gewesen, aber unterlegen. Bei der Parlamentswahl 1977 war er als einziger Kandidat der Janata Party in Andhra Pradesh im Wahlkreis 27-Nandyal erfolgreich. Nach der Wahl wurde er zum Sprecher (speaker) in der Lok Sabha gewählt.

## Wahlmodus und Wahl
Das Wahlkollegium (Electoral College) setzte sich formal aus 524 Parlamentariern der Lok Sabha, 232 Abgeordneten der Rajya Sabha und 3776 Abgeordneten aus den Parlamenten der 22 Bundesstaaten zusammen. Insgesamt umfasste es 4532 Abgeordnete. Das Stimmgewicht der Abgeordneten aus Lok Sabha und Rajya Sabha betrug 702, das der Abgeordneten aus den Bundesstaaten variierte zwischen 7 (für Sikkim) und 208 (für Uttar Pradesh). Grundlage für die Berechnung der Stimmgewichte war der Zensus von 1971.
Am 4. Juli 1977 wurde der Wahltermin bekanntgegeben und Kandidaturen konnten bis zum 18. Juli 1977 angemeldet werden. Insgesamt wurden 41 Vorschläge für 37 Kandidaten eingereicht. 15 davon wurden gleich aufgrund formaler Mängel (z. B. Nichteinhaltung der Frist) abgewiesen. Die Prüfung der restlichen 26 Nominierungen (davon 4 für Reddy) erfolgte am 19. Juli 1977. 22 Kandidaten wurden aufgrund formaler Mängel (z. B. Nicht-Bezahlung der erforderlichen Gebühr, keine ausreichende Zahl von Unterstützern, fehlende Beglaubigungen etc.) disqualifiziert, so dass Reddy als einziger übrig blieb. Nach der zuvor bekanntgegebenen Wahlordnung hatten Kandidaten bis zum 21. Juli 1977 die Möglichkeit, ihre Kandidatur wieder zurückzuziehen. Reddy zog seine Kandidatur nicht zurück und wurde daher am 21. Juli 1977 für gewählt erklärt. Die normalerweise erforderliche Veröffentlichung der Kandidatenlisten entfiel.
Reddy ist der bislang einzige indische Staatspräsident, der ohne Gegenkandidat gewählt wurde.